# Qardho
Qardho (també Gardo) és una ciutat de Somàlia, a l'estat autònom de Puntland, capital de la regió de Karkaar. Ha tingut un notable desenvolupament al passar per la ciutat la carretera construïda pel règim de Siad Barre que enllaça el port de Bosaso amb Garowe (capital administrativa de Puntland) i amb Mogadiscio. Anteriorment fou un extens districte rural de la regió de Bari. La ciutat i rodalia està poblada pels clans cisman mahmoud i abdi rahiim ibrahiim, subclans dels majeerteen, pel clan midgan, i pel clan arap, sub clan dels mohamud salah. La ciutat té prop de 50.000, i uns 10.000 més viuen al districte.
A finals del 2001 Abdullahi Yussuf Ahmed, va ocupar Qardho, base principal del seu rival Jama Ali Jama, en la lluita que va enfrontar als dos homes pel poder a Puntland. Ali Jama, una vegada Yusuf va entrar a Bosaso (8 de maig del 2002) va fugir cap a la comarca de Qardho. A finals de l'any 2002 Yusuf fou objecte d'un atemptat prop de Qardho, quan el seu vehicle fou atacat. Des de 2002 els enfrontaments entre els dos clans principals són freqüents (els cisman mahmud, seguidors de Jama, s'oposen a Yusuf). El 2008 el president del país va fer una mediació a la ciutat entre els dos clans.